# MTV Video Music Awards Latinoamérica 2002
Die ersten MTV Video Music Awards Latinoamérica fanden am 24. Oktober 2002, im Jackie Gleason Theater in Miami, Florida statt. Moderatoren waren Diego Luna und Mario Pergolini.
Die meisten Awards (fünf) wurden der kolumbianischen Sängerin Shakira verliehen, darunter die beiden Hauptpreise Artist of the Year und Video of the Year. Zusammen mit Juanes und Diego Torres führte sie mit fünf auch die Nominierungen an.

## Gewinner und Nominierte
Die Nominierungen wurden am 3. September 2002 verkündet. Die Gewinner sind in Fettschrift angegeben.

### Artist of the Year
Shakira
- Alejandro Sanz
- Diego Torres
- Juanes
- La Ley

### Video of the Year
Shakira – Suerte
- Diego Torres – Color Esperanza
- Enrique Iglesias – Héroe
- Juanes – A Dios le Pido
- Paulina Rubio – Si Tú Te Vas

### Best Male Artist
Juanes
- Alejandro Sanz
- Diego Torres
- Enrique Iglesias
- Gustavo Cerati

### Best Female Artist
Shakira
- Ely Guerra
- Érica García
- Paulina Rubio
- Thalía

### Best Group or Duet
La Ley
- Babasónicos
- Catupecu Machu
- Kinky
- La Oreja de Van Gogh

### Best Pop Artist
Shakira
- Alejandro Sanz
- Diego Torres
- Enrique Iglesias
- Paulina Rubio

### Best Rock Artist
La Ley
- Aterciopelados
- Babasónicos
- Catupecu Machu
- Juanes

### Best Alternative Artist
Manu Chao
- Celso Piña
- Ely Guerra
- Enrique Bunbury
- Kinky

### Best Pop Artist – International
Pink
- Avril Lavigne
- Britney Spears
- Kylie Minogue
- Nelly Furtado

### Best Rock Artist – International
Red Hot Chili Peppers
- Coldplay
- Linkin Park
- No Doubt
- System of a Down

### Best New Artist – International
Avril Lavigne
- Gorillaz
- Linkin Park
- Nelly Furtado
- System of a Down

### Best Artist – North
Shakira
- Aleks Syntek
- Juanes
- Kinky
- Paulina Rubio

### Best New Artist – North
Sin Bandera
- Cabas
- Celso Piña
- Kinky
- Volován

### Best Artist – Southwest
Líbido
- Javiera y Los Imposibles
- La Ley
- Los Bunkers
- Los Prisioneros

### Best New Artist – Southwest
DJ Méndez
- Los Bunkers
- Mamma Soul
- No Me Acuerdo
- Sinergia

### Best Artist – Southeast
Diego Torres
- Babasónicos
- Bersuit Vergarabat
- Catupecu Machu
- Gustavo Cerati

### Best New Artist – Southeast
Bandana
- Daniela Herrero
- Jorge Drexler
- Leo García
- Parraleños

### MTV Legend Award
- Soda Stereo

## Auftritte
- Santana und Michelle Branch – The Game of Love
- Molotov und Juanes – Here Comes the Mayo / Mala Gente
- Avril Lavigne – Complicated
- Shakira – Inevitable
- Maná – Ángel de Amor
- System of a Down – Chop Suey!
- Café Tacuba, Álvaro Henríquez, Javiera Parra, Ely Guerra und Érica García – Olor a Gas
- Diego Torres – Color Esperanza
- Kinky und Paulina Rubio – Más / I Was Made for Lovin' You

## Präsentationen
- The Rolling Stones – eröffneten die Show und stellten Santana und Michelle Branch vor
- Juanes und Diego Torres – präsentierten Best Female Artist
- Johnny Knoxville, Jason Acuña und Ryan Dunn – präsentierten Best Rock Artist
- Paulina Rubio – kündigte Molotov an
- Anastacia, Enrique Bunbury und Dante Spinetta – präsentierten Best New Artist—International
- Álex Lora, Ricardo Mollo und Jorge González – präsentierten Video of the Year
- Nick Carter (Backstreet Boys) und Fey – kündigten Avril Lavigne an
- Yamila Díaz-Rahi, Liliana Domínguez und Roselyn Sánchez – präsentierten Best Rock Artist—International
- Julio Iglesias, Jr. und Bandana – kündigten Shakira an
- Natalia Oreiro und Ruth Infarinato – präsentierten Best Artist – Southeast
- Avril Lavigne, Aleks Syntek und Facundo Gómez – präsentierten Best Group or Duet[4]
- Carlos Santana – kündigte Maná an
- Jaime Bayly, Angie Cepeda und Sofía Vergara – präsentierten Best Artist – Southwest
- Adrián Dárgelos (Babasónicos) und Cabas – präsentierten Best Pop Artist – International
- Iggy Pop und Dolores Barreiro – kündigten System of a Down an
- Mario Pergolini – präsentierte MTV Legend Award
- Andrea Echeverri und Héctor Buitrago (Aterciopelados) – kündigten Café Tacuba, Álvaro Henríquez, Javiera Parra, Ely Guerra und Érica García an
- Javiera Parra (Javiera y Los Imposibles) und Ely Guerra – kündigten Diego Torres an
- Howie Dorough (Backstreet Boys), Yolanda Andrade und Montserrat Olivier – präsentierten Best Male Artist
- Maná – präsentierte Artist of the Year